# Cantone di Villers-Bocage (Calvados)
Il Cantone di Villers-Bocage era una divisione amministrativa dell'arrondissement di Caen.
A seguito della riforma approvata con decreto del 17 febbraio 2014, che ha avuto attuazione dopo le elezioni dipartimentali del 2015, è stato soppresso.

## Composizione
Comprendeva i comuni di:
- Amayé-sur-Seulles
- Banneville-sur-Ajon
- Bonnemaison
- Campandré-Valcongrain
- Courvaudon
- Épinay-sur-Odon
- Landes-sur-Ajon
- Le Locheur
- Longvillers
- Maisoncelles-Pelvey
- Maisoncelles-sur-Ajon
- Le Mesnil-au-Grain
- Missy
- Monts-en-Bessin
- Noyers-Bocage
- Parfouru-sur-Odon
- Saint-Agnan-le-Malherbe
- Saint-Louet-sur-Seulles
- Tournay-sur-Odon
- Tracy-Bocage
- Villers-Bocage
- Villy-Bocage